# Жоласар
Жоласа́р (каз. Жоласар) — село у складі Шардаринського району Туркестанської області Казахстану. Входить до складу Коксуського сільського округу.
У радянські часи село називалось Ферма № 4 совхоза Коксуйський.
Населення — 338 осіб (2021; 281 у 2009, 311 у 1999, 257 у 1989).